# 南宁市第三中学
广西壮族自治区南宁市第三中学，简称南宁三中，是广西壮族自治区首批重点中学，首批示范性高中。
前身为1897年维新人士余镜清创办的南宁乌龙寺讲堂，曾用过的校名有南宁府中学堂、南宁府中学校、广西省立第一中学、广西省立第一高中、广西省立第一联中、南宁中学、南宁高中等，1955年改称现名。